# Windows Movie Maker
A Windows Movie Maker (korábban Windows Live Movie Maker) egy videoszerkesztő szoftver, amit a Microsoft fejlesztett. A programmal videókat lehet létrehozni és szerkeszteni. A Windowsban a ME óta beépített program, de a Windows 7-ben és az azutáni kiadásokban opcionálisan telepíthető.

## Verziók
| Verziószám | Operációs rendszer                          |
| ---------- | ------------------------------------------- |
| 1.0        | Windows ME                                  |
| 1.1        | Windows XP                                  |
| 2.0        | Windows XP                                  |
| 2.1        | Windows XP Service Pack 2 és Service Pack 3 |
| 2.5        | Windows XP Media Center Edition 2005        |
| 2.6        | Windows Vista                               |
| 2.8        | Windows 7                                   |